# Rotula deciesdigitatus
Rotula deciesdigitatus is een zee-egel uit de familie Rotulidae.
De wetenschappelijke naam van de soort werd in 1778 gepubliceerd door Nathanael Gottfried Leske.